# Saint-Sornin-Lavolps
Saint-Sornin-Lavolps – miejscowość i gmina we Francji, w regionie Nowa Akwitania, w departamencie Corrèze.
Według danych na rok 1990 gminę zamieszkiwało 946 osób, a gęstość zaludnienia wynosiła 62 osoby/km² (wśród 747 gmin Limousin Saint-Sornin-Lavolps plasuje się na 137. miejscu pod względem liczby ludności, natomiast pod względem powierzchni na miejscu 439.).